# Donald J. Harris
Pour les articles homonymes, voir Harris.
Donald Jasper Harris, né le 23 août 1938 à Saint Ann's Bay (Jamaïque), est un économiste jamaïcain naturalisé américain, professeur émérite à l'université Stanford, connu pour appliquer des idées post-keynésiennes à l'économie du développement. Il est le père de Kamala Harris, ancienne sénatrice américaine de Californie et vice-présidente des États-Unis, et de Maya Harris, avocate et commentatrice politique.
Tout au long de sa carrière, Donald Harris a travaillé sur l'analyse économique et la politique concernant l'économie de son pays d'origine, la Jamaïque. Il y a servi, plusieurs fois, comme consultant en politique économique auprès du gouvernement jamaïcain et comme conseiller économique auprès des premiers ministres successifs,.

## Biographie
Né le 23 août 1938 à Brown's Town, paroisse de St. Ann, en Jamaïque, Donald J. Harris est le fils de Beryl Christie Harris (née Finegan) et d'Oscar Joseph Harris, qui avaient des origines afro-jamaïcaines. 
Descendant d'un propriétaire de plantation, il a grandi dans le quartier Orange Hill de la paroisse de Saint Ann, près de Brown's Town et reçu sa première éducation à l'école secondaire Titchfield. Il a obtenu un baccalauréat d'arts à l'université des Indes occidentales - Université de Londres en 1960 ainsi qu'un doctorat de l'université de Californie à Berkeley en 1966. Sa thèse de doctorat, Inflation, accumulation de capital et croissance économique: une analyse théorique et numérique, a été supervisée par l'économétricien Daniel McFadden.

### Carrière
La philosophie économique de Donald J. Harris critique l'économie dominante et remettait en question les hypothèses orthodoxes ; il a été décrit une fois[Par qui ?] comme un « savant marxiste » mais « trop charismatique, un joueur de flûte égarant les étudiants de l'économie néoclassique ».
Il a été professeur adjoint à l'université de l'Illinois à Urbana-Champaign de 1966 à 1967 et à l'université Northwestern de 1967 à 1968. Il devient professeur à l'université du Wisconsin à Madison en 1968.
En 1972, il rejoint la faculté de l'université Stanford en tant que professeur d'économie et devient le premier chercheur noir à obtenir un poste au département d'économie de l'institution. À plusieurs reprises, il est chercheur invité à l'université de Cambridge, à la Delhi School of Economics et à l'université Yale,. Il a siégé aux comités de rédaction du Journal of Economic Literature et des Social and Economic Studies,. Il est membre de longue date de l'American Economic Association.
Donald J. Harris a dirigé l'école supérieure des sciences sociales du consortium à l'université des Antilles en 1986-1987, et il a été boursier du programme Fulbright au Brésil en 1990 et 1991, puis au Mexique en 1992. En 1998, il a pris sa retraite de Stanford, devenant professeur émérite.
À Stanford, parmi ses doctorants figurent Steven Fazzari, professeur d'économie à l'université Washington de Saint-Louis et Robert A. Blecker, professeur d'économie à l'American University de Washington. Il a aidé à développer le nouveau programme sur les approches alternatives de l'analyse économique en tant que domaine d'études supérieures. Pendant de nombreuses années, il a également enseigné le cours de premier cycle « Théorie du développement capitaliste ». Il a pris sa retraite anticipée de Stanford en 1998 afin de s'investir dans l'élaboration de politiques publiques visant à promouvoir la croissance économique et à faire progresser l'équité sociale,,.

#### Contributions à l'analyse économique et à la politique
Les travaux et les publications de Donald J. Harris se sont concentrées sur l'exploration du processus d'accumulation du capital et de ses implications pour la croissance économique, dans le but de prouver que l'inégalité économique et le développement inégal sont des propriétés inévitables de la croissance économique dans une économie de marché. De ce point de vue, il a cherché à évaluer les traditions de l'étude économique héritées des économistes classiques et de Karl Marx ainsi que les contributions modernes, tout en s'engageant dans des études économiques connexes de l'expérience de divers pays,.
Donald J. Harris est décrit comme étant post-keynésianiste,. Il reconnaît que les travaux de Joan Robinson, Maurice Dobb, Piero Sraffa, Michal Kalecki, Karl Marx, John Maynard Keynes, Joseph Schumpeter et W. Arthur Lewis ont influencé sa réflexion,,,.
L'une des contributions les plus notables de Donald J. Harris à l'économie est son livre Capital Accumulation and Income Distribution. Dans cet ouvrage, il expose le modèle linéaire familier de production et d'échange où les prix sont déterminés comme des prix de production de manière classique, sous réserve de conditions de distribution données. Il s'appuie sur ce cadre une analyse de la croissance[pas clair] qui expose la possibilité de crises économiques découlant de diverses sources liées à la demande d'investissement, à la détermination des salaires, à la réalisation des bénéfices et à l'offre de travail et, dans cette perspective, propose une critique des approches alternatives à la théorie de la croissance.
Donald J. Harris a avancé que la mesure de la valeur du capital, telle que déterminée par les prix de production des biens d'équipement produits sous-jacents, n'est en général pas inversement proportionnelle au taux de profit.
Un axe majeur de ses recherches ultérieures porte sur le phénomène de « développement inégal », défini comme « des différences persistantes dans les niveaux et les taux de développement économique entre les différents secteurs de l'économie ».
Donald J. Harris a effectué des recherches sur l'économie de la Jamaïque, présentant des analyses et des rapports sur les conditions structurelles, les performances historiques et les problèmes contemporains de cette économie, ainsi que l'élaboration de plans et de politiques pour promouvoir la croissance économique et l'inclusion sociale. Ce travail a influencé la politique industrielle nationale promulguée par le gouvernement de la Jamaïque en 1996, et la stratégie d'incitation à la croissance de 2011,.

## Livres
Donald J. Harris est l'auteur de la monographie économique Capital Accumulation and Income Distribution, publiée en 1978 par Stanford University Press.
Il a également publié plusieurs ouvrages sur l'économie de la Jamaïque, notamment Export Economy: Towards a Strategy of Export-led Growth (Ian Randle Publishers, 1997) et A Growth-Inducement Strategy for Jamaica in the short and medium term (édité avec G. Hutchinson, Planning Institute of Jamaica, 2012).

## Vie privée
Donald J. Harris est arrivé à l'université de Californie à Berkeley grâce à une bourse du gouvernement colonial jamaïcain à l'automne 1961. Plus tard, à l'automne 1962, il prend la parole lors d'une réunion de l'Afro American Association - un groupe d'étudiants à Berkeley dont les membres allaient établir la discipline des études noires, proposer la fête de Kwanzaa et aider à constituer le Black Panther Party. Après son discours, il rencontre Shyamala Gopalan (1938–2009), une étudiante indienne diplômée en nutrition et endocrinologie. Selon Harris, « Nous avons alors parlé, avons continué à parler lors d'une réunion ultérieure, et à une autre, et une autre ». En juillet 1963, ils se marient.
Le couple a deux enfants : Kamala Harris, sénatrice de Californie puis vice-présidente des États-Unis, et Maya Harris, avocate et commentatrice politique. Le couple divorce en décembre 1971, alors que Kamala avait sept ans et Maya quatre. Les enfants rendent visite à leur famille paternelle en Jamaïque durant leur jeunesse.
Au début du XXIe siècle, Donald J. Harris est naturalisé américain.